# Siak
Siak (Siak Sri Indrapura) fou un sultanat de Sumatra, que sota domini neerandès fou part de la regència de Bengkalis, residència de la Costa Oriental (Índies Orientals Neerlandeses). L'estat de Siak va existir de 1723 a 1946, i correspon al modern districte (regència o kabupaten) de Siak dins la província de Riau. De 1716 a 1746 la capital fou Buantan; el 1746 va passar a Mempawa fins al 1760 quan es va traslladar a Senapelan/Pekanbaru (1761 a 1779). El 1779 es va establir a Siak Sri Indrapura fins al 1889 quan va retornar a Pekanbaru. Fou un regne musulmà i malai.

## Història
El nom de Siak ja està testimoniat al segle xiv en el poema èpic Nagarakertagarna, escrit el 1365 en el regne javanès de Majapahit, que esmenta Siak entre els territoris tributaris del regne encara que probablement el territori controlat per Majapahit no s'estenia més que sobre una part del centre i est de Java i aquestos territoris tributaris no eren més que factories comercials que formaven una xarxa de la que Majapahit era el centre. Els sobirans de Majapahit i enviaven dignataris que tenien la missió d'assegurar-se que les factories no es dedicaven al comerç privat i escapaven així del control del regne.
El territori de Siak fou part del regne de Pagaruyung. Després va passar a l'imperi de Johore-Malaca fins que en un conflicte successori es va fer independent el 1723 per obra del sultà Abdul-Jalil Rahmat Shah àlies Raja Kechil o Raja Kecik (va agafar el títol i nom de sultà Abdul Jalil Rahmad Syah el 1723). Kecik havia intentat apoderar-se del tron de Johore com suposat fill putatiu pòstum del sultà Mahmud Syah II de Johore; el 1718 fou reconegut com a sultà però la seva influència fou feble i degut a les tensions constants va haver de transferir la seva capital a Riau el 1719. Tres anys després els prínceps bugis el van derrotar i expulsar; llavors va traslladar la seva cort al territori de Siak que finalment va desenvolupar com un sultanat separat. Arribat a edat avançada els seus fills van iniciar una lluita per la successió; el fill gran, Raja Alam, va fer aliança amb els neerlandesos i es va apoderar del tron el 1740. Un sistema de doble govern va resoldre les discussions sobre la successió.
La crisi de successió al tron després del 1760 va culminar amb la deposició de la dinastia de Johore. Al-Sayyid Sharif Ali, un noble àrab i fill d'una princesa, va augmentar el seu poder i es va aliar als neerlandesos. Els va ajudar a conquerir Selangor i va tornar a Siak amb un exèrcit ben equipat amb el qual es va emparar del poder el 1784 assolint formalment la regència. Inicialment es va donar per satisfet però amb el temps no va acceptar aquesta posició teòricament subordinada i va deposar el sultà Yahya fundant una nova dinastia (els Banu Syihab) el 1797.
La nova dinastia fou tradicionalment fidel als neerlandesos que li van permetre establir una branca júnior a Pelalawan. No obstant la permanent amenaça de Johore que s'havia establert a Sukadana a Borneo, va obligar a Sultan Al-Sayyid Sharif Ismail a acceptar la sobirania neerlandesa l'1 de febrer de 1858.
Siak tenia una superfície d'11.484 km² i fou qualificat de Zelfbestured Landschap o regne autogovernat. Incloia els subestats de Batin Lima, Dumai, Mandau, Pekan Baru (19 km²) i Teratak Buluh. Amb aquestes dependències la superfície total de Siak era de 16.224 km². Els sultans van poder governar sense problemes sota la protecció neerlandesa i amb una creixent prosperitat, fins a la II Guerra Mundial.
El 1888 el onzè sultà Syarif Hasyim Abdul Jalil Syarifuddin va fer un viatge a Europa visitant Països Baixos i Alemanya. A la seva tornada, el 1889, va fer construir un palau d'estil morisc però amb influències malaies i europees, a 120 km més amunt de Pekanbaru sobre el riu; el mobiliari fou portat d'Europa; avui dia el palau és un museu on es mostren objectes cerimonials reials com una corona d'or amb incrustacions de diamants, un tron daurat, i objectes personals del sultà Syarif Qasyim Sultan i la seva dona, com un "Komet", un instrument de música multicentenari del que es diu que només existeixen dos exemplars a tot el món, i en bon estat de funcionament (es va fer servir per obres de Beethoven, Mozart et Strauss). La llegenda diu que mentre es planificava el palau, un dragó blanc es va aparèixer al sultà i als seus dignataris, a la vora del riu Siak; això fou interpretat com un bon auguri i una benedicció del projecte; per immortalitzar el dragó el sultà en va fer l'emblema oficial del regne; els pilars del palau foren decorats d'ornaments en forma de dragons. A més del palau el sultà va fer construir no gaire lluny una sala d'audiències, la "Balairung Sari" ("sala de les flors"). El cementiri de la família reial està situat a la dreta de la porta principal de la mesquita Syahabuddin.
L'agost de 1945 quan es va proclamar la república d'Indonèsia, el sultà Syarif Kasim II hi va donar suport. El 1946 va esclatar l'anomenada "revolució social" però la família reial va poder escapar a les matances, si bé la seva administració va entrar en col·lapse i el control fou finalment assolit pels republicans. Tot i el suport a la república de primera hora, Sultan Kasim II 'Abdul Jalil Saif ud-din fou apartat del poder per les noves autoritats. No obstant la seva reputació fou restablerta a la caiguda de Suharto i el nom del sultà fou donat a dos aeroports de nova construcció. Un fort moviment local milita per la restauració del sultanat i ha rebut als darrers anys nombrosos suports.
El títol del sobirà era (i és) Paduka Sri Sultan Al-Sayyid Sharif (nom de regne) ibni al-Marhum (nom personal o nom de regne), Sultan i Yang di-Pertuan Besar de Siak Sri Indrapura, amb tractament de son altesa. Finalment el govern d'Indonèsia va permetre la reinstal·lació del sultà als primers anys del segle xxi.

## Llista de sultans
- Abdul Jalil Rahmat Shah (vers 1700 - + 1746) 1723 - 1740
- Mahmud Abdul Jalil Jalaluddin Shah (1723 - + 1760) 1740 - 23 de novembre de 1760
- Ismail Abdul Jalil Jalaluddin Shah (abans de 1746 - + 1781) 1760 - 16 de gener de 1761
- Abdul Jalil Alamuddin Riayat Shah (vers 1712 - + 1765) 1761 - 1766
- Muhammad Ali Abdul Jalil Muazzam Shah (+ 1779) 1766 - 19 d'agost de 1779
- Ismail Abdul Jalil Jalaluddin Shah 1779 - 31 de juliol de 1781 (segona vegada)
- Yahya Abdul Jalil Muzaffar Shah (1760 - + després de 1804) 1781 - febrer de 1797 
  - Saiyid al-Sharif Ali, regent 1784-1797 (+ 1821)
- Saiyid al- Sharif Ali bin Uthman Abdul Jalil Saifuddin (+ 1821) 1797 - 1811
- Ibrahim bin Saiyid Ali Abdul Jalil Khaliluddin (+ 1827) 1811 - 1827 
  - Saiyid Ali, corregent 1811 - 1827
  - Tengku Besar, corregent 1811 - 1827
- Ismail bin Muhammad Abdul Jalil Saiful Alam (vers 1819 - + 1864) 1827 - 1864 
  - Saiyid Ali, corregent 1827 - 1840
  - Tengku Besar, corregent 1827 - 1840
- Syarif Kasim I bin Muhammad Abdul Jalil Saifuddin (+ 1889) 1864 - 1889
- Yang Dipertuan Besar Syarif Hasyim Abdul Jalil Saifuddin (+ 1908) 1889 - abril de 1908
- Yang Dipertuan Besar Syarif Kasim II Abdul Jalil Saifuddin (1892 - + 1968) 1908 - 26 de gener de 1946

## Escut i Banderes
L'escut és una garuda (un gran ocell mitològic) de dos caps (mirant un a l'altra) amb espasa a la pota dreta. Coronada per flors. El segell del sultà Abdul Jalil Khalil ud-din (1811) era circular en forma de lotus amb molta decoració arabesca i al cercle central inscripcions aràbigues.
La bandera del sultà era groga. El 1858 s'hi va incorporar la bandera neerlandesa a l'interior, situada cap al vol, i la bandera groga va restar per ús intern; el 1889 es va afegir a la bandera groga un disc blanc al cantó amb una figura en vermell que podria ser una representació del dragó declarat emblema de l'estat.
Flicher esmenta una bandera civil blava amb un quadre petit blanc al cantó, que podria ser una confusió amb Jambi.

## Galeria d'estendards, banderes i pavellons

### Estendards

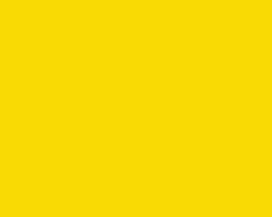
Estendard reial
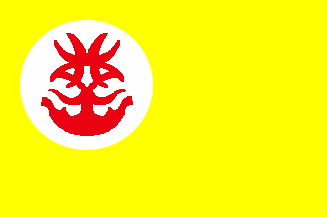
Estendard reial
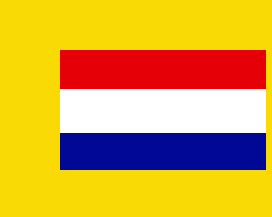
Estendard reial
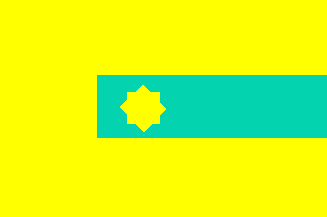
Estendard del príncep hereu
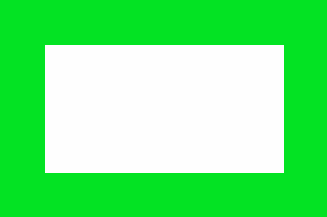
Virrei
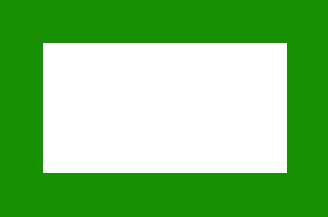
Maharaja Dewa
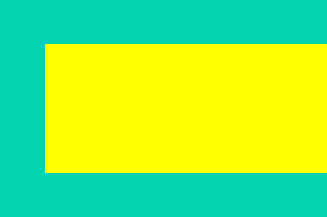
Tungku Mangkubumi

### Pavellons

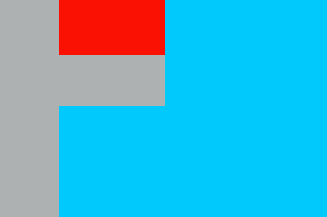
Pavelló civil
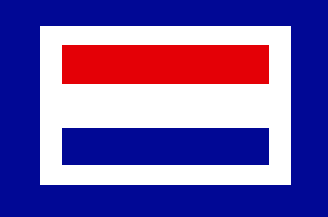
Pavelló civil
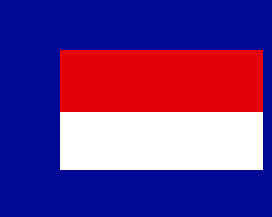
Pavelló mercant
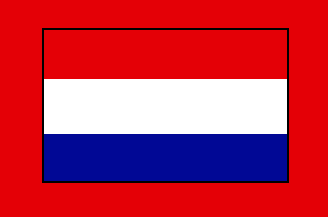
Pavelló de guerra
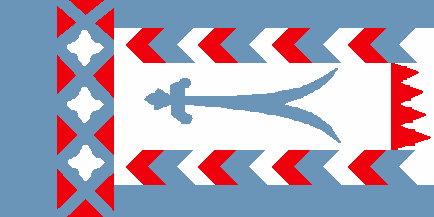
almirall oriental
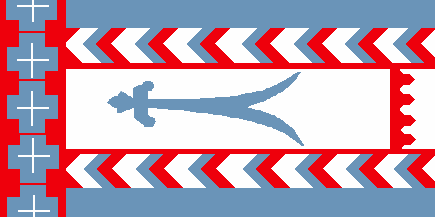
almirall de l'oest i est
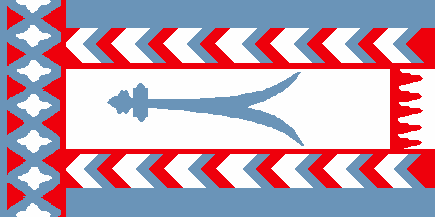
almirall occidental

### Banderes

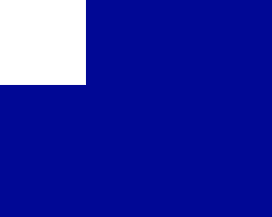
bandera civil (?)
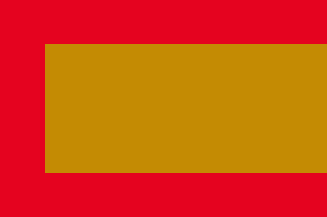
ús desconegut
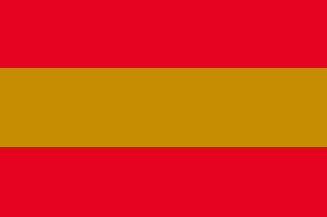
ús desconegut

### Districtes

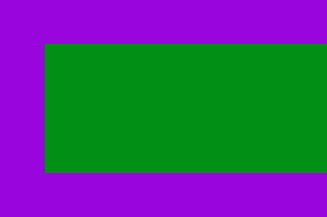
Districte de Kalakap
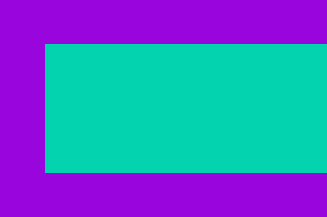
Districte de Kassim
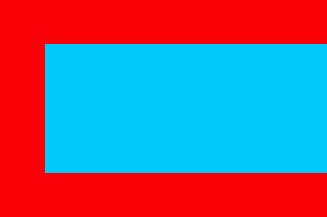
Districte de Kampar
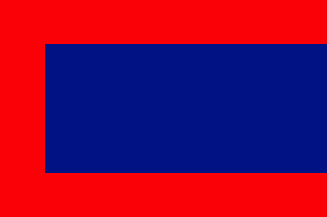
Districte de Pasisir
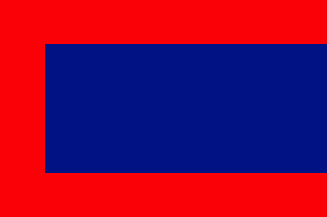
Districte de Bogah
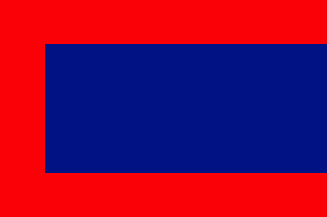
Districte de Lima Pulu
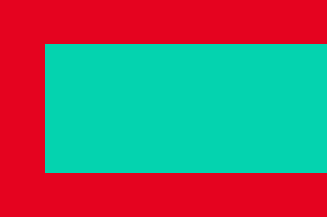
Districte de Tandjong
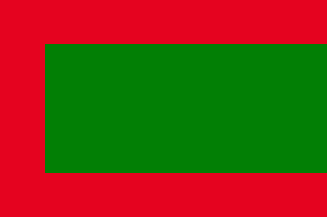
Districte de Tanah Datar